# لئوناردو نیگرو
لئوناردو نیگرو Leonardo Nigro هنرپیشه سوئیسی با اصلیت ایتالیایی است. در ایتالیا به دنیا آماده و در زوریخ در سوئیس بزرگ شده است.

## فعالیت حرفه‌ای
از سال ۱۹۹۴ تا ۱۹۹۶ در مدرسه هنرپیشه فیلم اروپایی در زوریخ درس خواند.

## آثار
به عنوان کارگردان
- ۲۰۰۲: امید آبی
- ۲۰۰۶: زمین خوردن: آخرین روز سوئیس ایر
- ۲۰۰۶: مرد کارگر